# 7382 Bozhenkova
7382 Bozhenkova è un asteroide della fascia principale. Scoperto nel 1981, presenta un'orbita caratterizzata da un semiasse maggiore pari a 3,1782731 UA e da un'eccentricità di 0,2434360, inclinata di 2,03364° rispetto all'eclittica.